# 쥐라산맥
쥐라산맥(-山脈, 프랑스어: Massif du Jura)은 프랑스·스위스가 만나는 곳에 위치한 산맥으로 알프스산맥의 북쪽에 자리하고 있다. 쥐라산맥의 지층 구조에서 지질 시대인 쥐라기의 이름이 붙었다.